# Prisma de Nicol

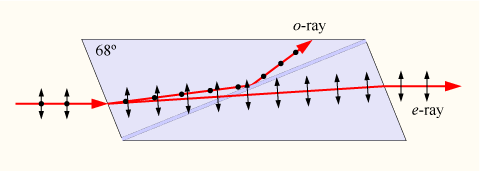
Um prisma de Nicol.

O prisma de Nicol, como o próprio nome indica, é uma homenagem ao seu inventor o   físico escocês William Nicol (1768-1851), que o criou em 1828.
Este tipo de prisma consiste num dispositivo para a produção de luz polarizada plana.
É constituído por duas peças de calcite talhadas de maneira que formam ângulos de 68º e que se encontram ligadas uma à outra com bálsamo do Canadá transparente.
O raio extraordinário passa através do prisma, enquanto que o raio ordinário sofre uma reflexão total na face pela qual os dois cristais se encontram unidos, visto que, para o raio ordinário, o índice de refração da calcite é 1,66 e do bálsamo do canadá é 1,53.
O prisma de Nicol é usado, entre outras coisas, na investigação ótica de cristais.